# Ivan Bratko
Ivan Bratko (Liubliana, 10 de junho de 1946) é um cientista da computação esloveno.
Bratko obteve um doutorado em 1978 na Universidade de Ljubljana. É professor ciência da computação e ciência da informação da Universidade de Ljubljana. Bratko tornou-se membro associado da Academia de Ciências e Artes da Eslovênia em 27 de meio de 1997, tornando-se membro pleno desde 12 de junho de 2003.
De 2005 a 2007 Bratko foi membro do grupo gestor do conselho de programas da Radiotelevizija Slovenija.

## Publicações
- Bratko, Ivan. Prolog Programming for Artificial Intelligence, 3rd edition. Pearson Education / Addison-Wesley, 2001. ISBN 0-201-40375-7. Predefinição:COBISS
- Bratko Ivan, Igor Mozetič, Nada Lavrač. KARDIO: A Study in Deep and Qualitative Knowledge for Expert Systems. Cambridge, Massachusetts, MIT Press, 1989
- Bratko, Ivan, Rajkovič, Vladislav. Računarstvo s programskim jezikom Paskal, (Biblioteka Zanimljiva nauka). Beograd: Nolit, 1986. ISBN 86-19-00914-1